# Distrikt Huamachuco

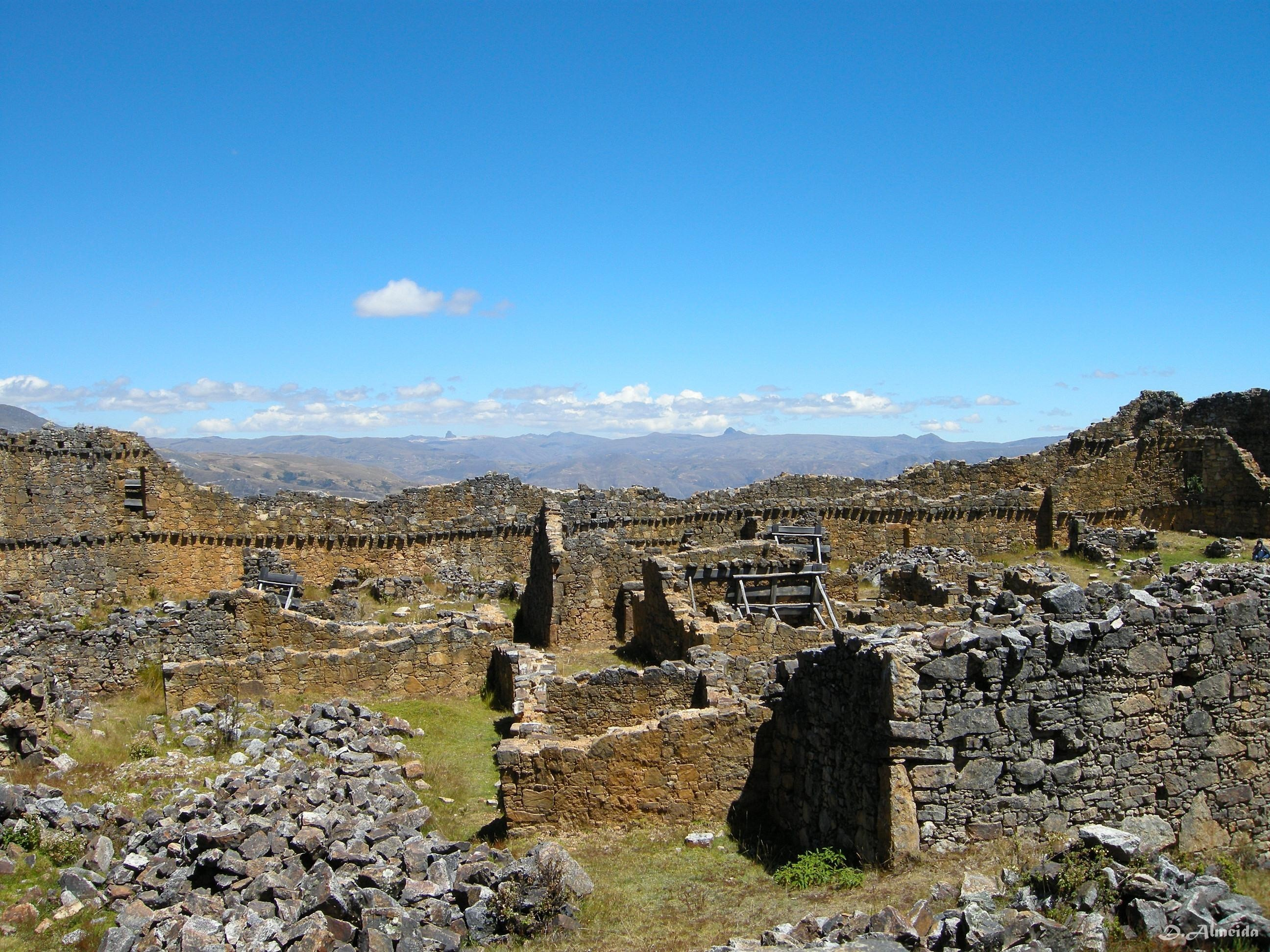
Marcahuamachuco

Der Distrikt Huamachuco liegt in der Provinz Sánchez Carrión in der Region La Libertad in West-Peru. Der Distrikt hat eine Fläche von 415 km². Beim Zensus 2017 wurden 66.902 Einwohner gezählt. Im Jahr 1993 lag die Einwohnerzahl bei 37.708, im Jahr 2007 bei 52.459. Verwaltungssitz des Distriktes ist die 3110 m hoch gelegene Provinzhauptstadt Huamachuco mit 41.613 Einwohnern (Stand 2017).
Etwa sechs Kilometer nordwestlich der Stadt Huamachuco befindet sich der archäologische Komplex Marcahuamachuco.

## Geographische Lage
Der Distrikt Huamachuco liegt an der Ostflanke der peruanischen Westkordillere im zentralen Westen der Provinz Sánchez Carrión. Im Osten reicht der Distrikt bis an das Westufer des Río Chusgón. Der westliche und zentrale Teil des Distrikts wird über den Río Condebamba nach Norden hin entwässert.
Der Distrikt Huamachuco grenzt im Süden an die Distrikte Sarín, Cachicadán und Quiruvilca (Provinz Santiago de Chuco), im Westen an den Distrikt Sanagorán, im Norden an den Distrikt Marcabal sowie im Osten an die Distrikte Chugay und Curgos.

## Ortschaften
Neben der Hauptstadt Huamachuco gibt es noch folgende größere Orte im Distrikt:
- Capuli (804 Einwohner)
- Carabamba (505 Einwohner)
- Chochoconda (658 Einwohner)
- Choquizonguillo (677 Einwohner)
- Coigobamba Bajo (608 Einwohner)
- Colpa Yanasanira (595 Einwohner)
- El Toro (580 Einwohner)
- La Arena (785 Einwohner)
- La Colpa (506 Einwohner)
- La Cuchilla (555 Einwohner)
- Pallar Alto (698 Einwohner)
- Pallar Bajo (575 Einwohner)
- Paranchique (852 Einwohner)
- Shiracmaca (2051 Einwohner)
- Urpay (593 Einwohner)
- Vaqueria (549 Einwohner)
- Yanac (510 Einwohner)